# تتار صينيون
التتار الصينيون (بالصينية البسيطة: 塔塔尔族; بالصينية التقليدية: 塔塔爾族; بينيين: Tǎtǎěrzú; اللغة التتارية: Кытай татарлары) هم واحدة من المجموعات العرقية الصينية المعترف بها رسمياً ويبلغ عدد أفرادها قرابة الخمسة آلاف نفس، يتوزعون بشكل أساسي بين مدن يينينغ وتاتشينغ وأوروموتشي الواقعة بمنطقة شينجيانغ ذات الحكم الذاتي لشعب الويغور. يتكلم بعض أفراد هذه القومية اللغة التتارية خاصة كبار السن منهم، بينما يتحدث غالبيتهم لغتي المنطقة المحليتين وهما القازاقية والأويغورية. الديانة السائدة بين التتار الصينيين هي الديانة الإسلامية، وتنحدر أصولهم من دويلة توجوى الواقعة شمال الصين. انتقل التتار من موطنهم الأصلي إلى أقليم شينجيانغ الصيني في بداية القرن التاسع عشر.

## مواضيع ذات صلة
- التتار